# Mokroluh
Mokroluh este o comună slovacă, aflată în districtul Bardejov din regiunea Prešov. Localitatea se află la altitudinea de 307 m deasupra n.m., se întinde pe o suprafață de 7,95 km2 și în 2017 număra 766 de locuitori.

## Istoric
Localitatea Mokroluh este atestată documentar din 1277.

## Demografie
| An:                | 1994 | 2004    | 2014   | 2024   |
| ------------------ | ---- | ------- | ------ | ------ |
| Număr de persoane: | 587  | 714     | 730    | 769    |
| Diferență:         |      | +21,63% | +2,24% | +5,34% |

| An:                | 2023 | 2024   |
| ------------------ | ---- | ------ |
| Număr de persoane: | 750  | 769    |
| Diferență:         |      | +2,53% |